# Therapy?
Therapy? ist eine nordirische Rockband, die 1989 gegründet wurde.

## Geschichte

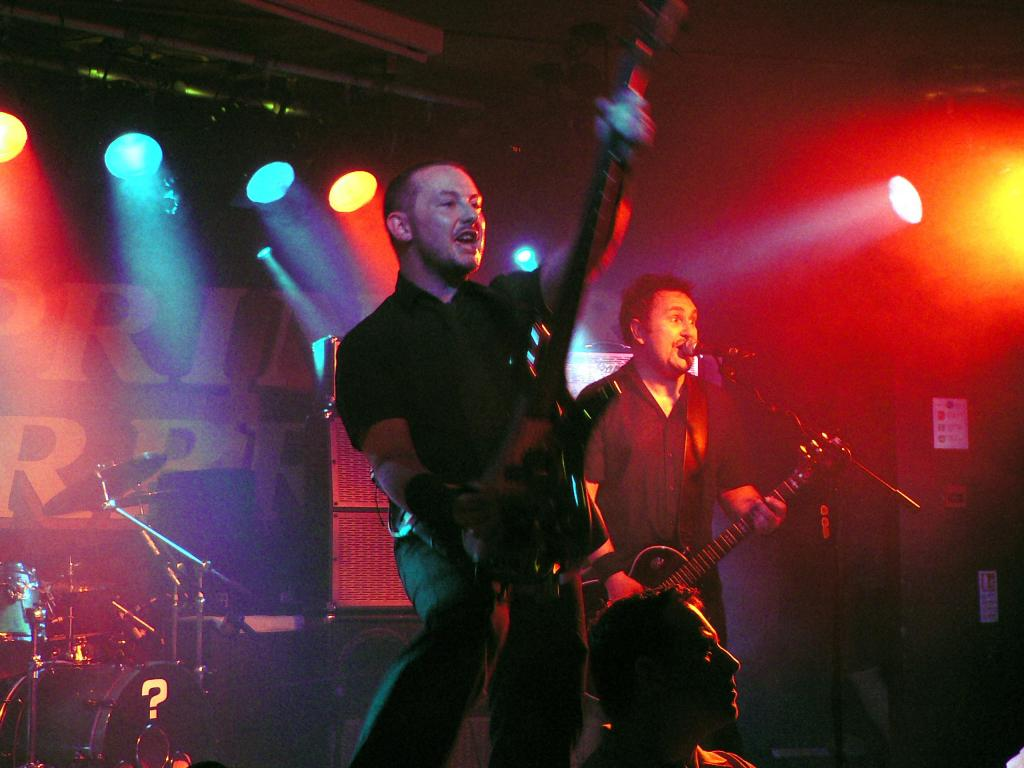
Therapy? (2006)

Therapy? wurde 1989 von Andy Cairns (Gesang, Gitarre) und Fyfe Ewing (Schlagzeug) in Nordirland gegründet. Noch im selben Jahr nahm die Band ihr erstes Demo auf und Michael McKeegan (E-Bass), ehemaliger Schulfreund von Fyfe Ewing, stieß zu der Band. 1990 tourte die Band erstmals in Großbritannien und veröffentlichte ihre erste Single mit einer Auflage von 1.000 Stück. Daneben begannen die Aufnahmen für das erste Album Babyteeth, das im Juli 1991 veröffentlicht wurde.
1992 veröffentlichte die Band das Album Pleasure Death, das sich in den Britischen Indie-Charts platzierte. Es folgten eine große Europa-Tour und ein Plattenvertrag mit A&M Records. Zum Ende des Jahres brachte Therapy? das Album Nurse mit der Single Teethgrinder heraus. 1993 landete die Band mit Screamager, d. h. der zugehörigen EP Shortsharpshock, auf Platz neun der britischen Charts, begleitet von einer ausverkauften Tour und einem Auftritt bei Top of the Pops. Nach einer zweimonatigen US-Tour als Vorgruppe der Bands Helmet und The Jesus Lizard begannen sie in Nordirland zusammen mit ihrem Produzenten Chris Sheldon mit der Vorbereitung ihres nächsten Albums Troublegum, das 1994 ein großer Erfolg wurde und einige Musikpreise gewinnen konnte.
1995 erschien mit Infernal Love das fünfte Studioalbum der Band, die inzwischen auch außerhalb Europas erfolgreiche Tourneen absolvierte. 1996 verließ der Schlagzeuger Fyfe Ewing die Band und wurde zwei Monate später durch Graham Hopkins (Schlagzeug) und Martin McCarrick (Gitarre, Cello) ersetzt. Noch im selben Jahr spielte die nun vierköpfige Band als Vorgruppe von Ozzy Osbourne in Amerika. Nachdem es 1997 ruhig zugegangen war, veröffentlichte die Band 1998 in Europa ihr nächstes Album Semi-Detached. Noch während der dazugehörenden Europa-Tour ging ihre Plattenfirma A&M pleite – die danach geplante Übergabe an Mercury Records scheiterte.
Semi-Detached wurde daraufhin vorerst nicht in den USA veröffentlicht. Den Rest der Europa-Tour musste die Band aus eigener Tasche finanzieren. Nachdem 1999 schlecht angefangen hatte, weil der Schlagzeuger Graham Hopkins wegen einer Verletzung ebenfalls für drei Monate ausgefallen war, bekam die Band einen neuen Plattenvertrag bei ARK 21 Records und brachte dort ihr kommerziell nur mäßig erfolgreiches Album Suicide Pact – You First heraus.
2000 veröffentlichte die Band das Best-of-Album So Much for the Ten Year Plan – A Retrospective 1990–2000 und tourte durch Europa. Das Jahr 2001 begann zunächst gut: Therapy? spielte in den Vereinigten Staaten, und die Band nahm ihr nächstes Album auf. Nach einigen weiteren Konzerten kam es dann zum erneuten Bruch mit der Plattenfirma und dem Schlagzeuger Graham Hopkins, weshalb das Album Shameless erst später im Jahr erschien. Für die bereits geplanten Konzerte 2002 half der Schlagzeuger Keith Baxter aus. Im Sommer wurde mit Neil Cooper ein Ersatz fest in die Band aufgenommen.
Im Herbst 2002 fand sich mit Spitfire Records ein neues Plattenlabel, auf dem 2003 Therapy?s Album High Anxiety veröffentlicht wurde. Den Rest des Jahres verbrachte die Band auf Konzerten und im Tonstudio. 2004 kam es zum Bruch mit Martin McCarrick. Im September desselben Jahres veröffentlichte die Band ihr zehntes Album Never Apologise Never Explain. Ende April 2006 erschien das elfte Album One Cure Fits All.
Im Dezember 2007 unterschrieben Therapy? einen weltweiten Vertrag mit dem britischen Hardrock-Label Demolition Records und begannen kurz darauf mit den Arbeiten zum zwölften Album Crooked Timber, das am 20. März 2009 erschien.
2012 folgte Album Nummer 13: A Brief Crack of Light. Mit Veröffentlichung dieses Albums markierte die Band einen Wendepunkt. Die Band zeigte sich in einer nachdenklicheren, aber dennoch kraftvollen Verfassung. Das Album wurde als abwechslungsreich beschrieben, mit Elementen, die von Science Fiction-inspirierten Arrangements bis hin zu erdigen Rocksongs reichten.
2015 folgte Disquiet, das 14. Studioalbum der Band, welches gleichzeitig ihren Einstand beim neuen Label Amazing Record markierte.
Mit Cleave (2018), ihrem 15. Studioalbum, kehrte Therapy? zu einer aggressiveren und direkteren Herangehensweise zurück.
Das Studioalbum Hard Cold Fire wurde 2023 veröffentlicht und markiert die Fortsetzung der kreativen Reise der Band.
2024 feierte Therapy? das 30-jährige Jubiläum ihres kommerziell erfolgreichsten Albums Troublegum mit einer speziellen Vinyl-Wiederveröffentlichung. Das millionenfach verkaufte und für den Mercury Prize nominierte Album wurde in zwei sammlerwürdigen Vinyl-Editionen neu aufgelegt, wobei das ursprüngliche Album auf 180g karamellfarbenem Vinyl erschien.
Die Band hat für 2025 weitere Festival-Auftritte angekündigt.

## Diskografie

### Studioalben
| Jahr | Titel                         | Höchstplatzierung, Gesamtwochen, AuszeichnungChartplatzierungen (Jahr, Titel, Platzierungen, Wochen, Auszeichnungen, Anmerkungen) | Höchstplatzierung, Gesamtwochen, AuszeichnungChartplatzierungen (Jahr, Titel, Platzierungen, Wochen, Auszeichnungen, Anmerkungen) | Höchstplatzierung, Gesamtwochen, AuszeichnungChartplatzierungen (Jahr, Titel, Platzierungen, Wochen, Auszeichnungen, Anmerkungen) | Höchstplatzierung, Gesamtwochen, AuszeichnungChartplatzierungen (Jahr, Titel, Platzierungen, Wochen, Auszeichnungen, Anmerkungen) | Anmerkungen                                      |
| Jahr | Titel                         | DE | AT | CH | UK | Anmerkungen                                      |
| ---- | ----------------------------- | --- | --- | --- | --- | ------------------------------------------------ |
| 1991 | Babyteeth                     | — | — | — | — | Erstveröffentlichung: 15. Juli 1991 Mini-Album   |
| 1992 | Pleasure Death                | — | — | — | UK52 (1 Wo.)UK | Erstveröffentlichung: 27. Januar 1992 Mini-Album |
| 1992 | Nurse                         | — | — | — | UK38 (3 Wo.)UK | Erstveröffentlichung: 17. Oktober 1992           |
| 1994 | Troublegum                    | DE20 (31 Wo.)DE | AT24 (2 Wo.)AT | CH36 (3 Wo.)CH | UK5 Gold · (21 Wo.)UK | Erstveröffentlichung: 7. Februar 1994            |
| 1995 | Infernal Love                 | DE20 (11 Wo.)DE | AT21 (8 Wo.)AT | CH40 (1 Wo.)CH | UK9 Silber · (9 Wo.)UK | Erstveröffentlichung: 12. Juni 1995              |
| 1998 | Semi-Detached                 | DE42 (3 Wo.)DE | AT31 (4 Wo.)AT | — | UK21 (2 Wo.)UK | Erstveröffentlichung: 30. März 1998              |
| 1999 | Suicide Pact – You First      | — | — | — | UK61 (1 Wo.)UK | Erstveröffentlichung: 18. Oktober 1999           |
| 2001 | Shameless                     | — | — | — | — | Erstveröffentlichung: 3. September 2001          |
| 2003 | High Anxiety                  | — | — | — | — | Erstveröffentlichung: 5. Mai 2003                |
| 2004 | Never Apologise Never Explain | — | — | — | — | Erstveröffentlichung: 27. September 2004         |
| 2006 | One Cure Fits All             | — | — | — | — | Erstveröffentlichung: 24. April 2006             |
| 2009 | Crooked Timber                | — | — | — | — | Erstveröffentlichung: 23. März 2009              |
| 2012 | A Brief Crack of Light        | — | — | — | — | Erstveröffentlichung: 6. Februar 2012            |
| 2015 | Disquiet                      | — | — | — | UK79 (1 Wo.)UK | Erstveröffentlichung: 23. März 2015              |
| 2018 | Cleave                        | — | — | — | UK43 (1 Wo.)UK | Erstveröffentlichung: 21. September 2018         |
| 2023 | Cold Hard Fire                | — | — | — | UK29 (1 Wo.)UK | Erstveröffentlichung: 5. Mai 2023                |

### Livealben
- 2010: We’re Here to the End
- 2017: Communion: Live at the Union Chapel

### Kompilationen
| Jahr | Titel Album                            | Höchstplatzierung, Gesamtwochen, AuszeichnungChartsChartplatzierungen (Jahr, Titel, Album, Platzierungen, Wochen, Auszeichnungen, Anmerkungen) | Anmerkungen                        |
| Jahr | Titel Album                            | UK | Anmerkungen                        |
| ---- | -------------------------------------- | --- | ---------------------------------- |
| 2020 | Greatest Hits (The Abbey Road Session) | UK40 (1 Wo.)UK | Erstveröffentlichung: 6. März 2020 |

Weitere Kompilationen
- 1992: Caucasian Psychosis
- 2000: So Much for the Ten Year Plan
- 2007: Music Through a Cheap Transistor
- 2013: The Gemil Box
- 2014: Stories – The Singles Collection

### EPs
| Jahr | Titel            | Höchstplatzierung, Gesamtwochen, AuszeichnungChartsChartplatzierungen (Jahr, Titel, Platzierungen, Wochen, Auszeichnungen, Anmerkungen) | Anmerkungen                        |
| Jahr | Titel            | UK | Anmerkungen                        |
| ---- | ---------------- | --- | ---------------------------------- |
| 1993 | Shortsharpshock  | UK9 (4 Wo.)UK | Erstveröffentlichung: 8. März 1993 |
| 1993 | Face the Strange | UK18 (3 Wo.)UK | Erstveröffentlichung: 1. Juni 1993 |

Weitere EPs
- 1993: Born in a Crash (nur in Europa veröffentlicht)
- 1993: Hats Off to the Insane

### Singles
| Jahr | Titel Album                        | Höchstplatzierung, Gesamtwochen, AuszeichnungChartsChartplatzierungen (Jahr, Titel, Album, Platzierungen, Wochen, Auszeichnungen, Anmerkungen) | Anmerkungen                              |
| Jahr | Titel Album                        | UK | Anmerkungen                              |
| ---- | ---------------------------------- | --- | ---------------------------------------- |
| 1992 | Teethgrinder Nurse                 | UK30 (2 Wo.)UK | Erstveröffentlichung: 19. Oktober 1992   |
| 1993 | Opal Mantra –                      | UK13 (3 Wo.)UK | Erstveröffentlichung: 16. August 1993    |
| 1994 | Nowhere Troublegum                 | UK18 (4 Wo.)UK | Erstveröffentlichung: 17. Januar 1994    |
| 1994 | Trigger Inside Troublegum          | UK22 (3 Wo.)UK | Erstveröffentlichung: 28. Februar 1994   |
| 1994 | Die Laughing Troublegum            | UK31 (4 Wo.)UK | Erstveröffentlichung: 30. Mai 1994       |
| 1995 | Belfast / Innocent X –             | UK53 (2 Wo.)UK | Erstveröffentlichung: 1995 mit Orbital   |
| 1995 | Stories Infernal Love              | UK14 (4 Wo.)UK | Erstveröffentlichung: 22. Mai 1995       |
| 1995 | Loose Infernal Love                | UK25 (4 Wo.)UK | Erstveröffentlichung: 17. Juli 1995      |
| 1995 | Diane Infernal Love                | UK26 (2 Wo.)UK | Erstveröffentlichung: 6. November 1995   |
| 1998 | Church of Noise Semi-Detached      | UK29 (2 Wo.)UK | Erstveröffentlichung: 2. März 1998       |
| 1998 | Lonely Cryin’ Only Semi-Detached   | UK32 (2 Wo.)UK | Erstveröffentlichung: 18. Mai 1998       |
| 2001 | I Am the Money Shameless           | UK84 (1 Wo.)UK | Erstveröffentlichung: 17. September 2001 |
| 2003 | If It Kills Me / Rust High Anxiety | UK76 (1 Wo.)UK | Erstveröffentlichung: 21. April 2003     |

Weitere Singles
- 1990: Meat Abstract
- 1994: Trigger Inside
- 1994: Isolation
- 1994: Femtex
- 1996: Bad Mother
- 2000: Hate Kill Destroy
- 2001: Gimme Back My Brain
- 2005: Polar Bear / Rock You Monkeys
- 2009: Crooked Timber

### Videoalben
- 2003: Scopophobia
- 2007: Gold: The Videos

## Auszeichnungen für Musikverkäufe
| Silberne Schallplatte - Europa (Impala) - 2009: für das Album Crooked Timber | Goldene Schallplatte - Belgien - 1995: für das Album Infernal Love |

Anmerkung: Auszeichnungen in Ländern aus den Charttabellen bzw. Chartboxen sind in ebendiesen zu finden.
| Land/RegionAuszeichnungen für Musikverkäufe (Land/Region, Auszeichnungen, Verkäufe, Quellen) | Silber     | Gold     | Platin | Verkäufe | Quellen         |
| -------------------------------------------------------------------------------------------- | ---------- | -------- | ------ | -------- | --------------- |
| Belgien (BRMA)                                                                               | —          | Gold1    | —      | 25.000   | ultratop.be     |
| Europa (IFPI)                                                                                | Silber1    | —        | —      | (30.000) | impalamusic.org |
| Vereinigtes Königreich (BPI)                                                                 | Silber1    | Gold1    | —      | 160.000  | bpi.co.uk       |
| Insgesamt                                                                                    | 2× Silber2 | 2× Gold2 | —      |          |                 |